# Doddington (Cambridgeshire)
Pour les articles homonymes, voir Doddington.
Doddington est un village et une paroisse civile du Cambridgeshire, en Angleterre. Il est situé dans le nord du comté, entre les villes de Chatteris et March, dans la région naturelle de l'Isle of Ely.

## Étymologie
Doddington est un toponyme attesté dans plusieurs comtés d'Angleterre. Il provient du vieil anglais et désigne une ferme (tūn) liée à un homme nommé Dod(d)a ou Dud(d)a. Celui du Cambridgeshire est attesté vers 975 sous la forme Dundingtune. Dans le Domesday Book, compilé en 1086, il figure sous la forme Dodinton.

## Administration
Administrativement, la paroisse civile de Doddington relève du district de Fenland. Au recensement de 2011, elle comptait 2 181 habitants.
Comme le reste du district de Fenland, Doddington appartient à la circonscription de North East Cambridgeshire pour les élections à la Chambre des communes du Parlement britannique.

## Patrimoine
L'église paroissiale de Doddington est dédiée à Marie. Elle remonte en partie au XIIIe siècle, avec des modifications aux XIVe siècle et XVe siècle. Restaurée au XIXe siècle, elle constitue un monument classé de Grade II* depuis 1951.

## Personnalités liées
- En 1561, le compositeur et organiste Christopher Tye est nommé recteur de Doddington-cum-Marche, charge qu'il détient jusqu'à sa mort, entre 1571 et 1573[4].
- Le successeur de Tye au rectorat de Doddington-cum-Marche, Hugh Bellot (en), devient par la suite évêque de Bangor et évêque de Chester[5].
- John Peyton (en), député et gouverneur de Jersey, est enterré à Doddington à sa mort, en 1630[6].
- Le botaniste Alfred Fryer (en), mort à Chatteris en 1912, est enterré au cimetière de Doddington[7].
- L'athlète handisport Jonnie Peacock, médaille d'or du 100 mètres T44 aux Jeux paralympiques d'été de 2012, est originaire de Doddington[8]. Une boîte aux lettres du village est peinte en or en son honneur[9].